# Bergenhus (vesting)

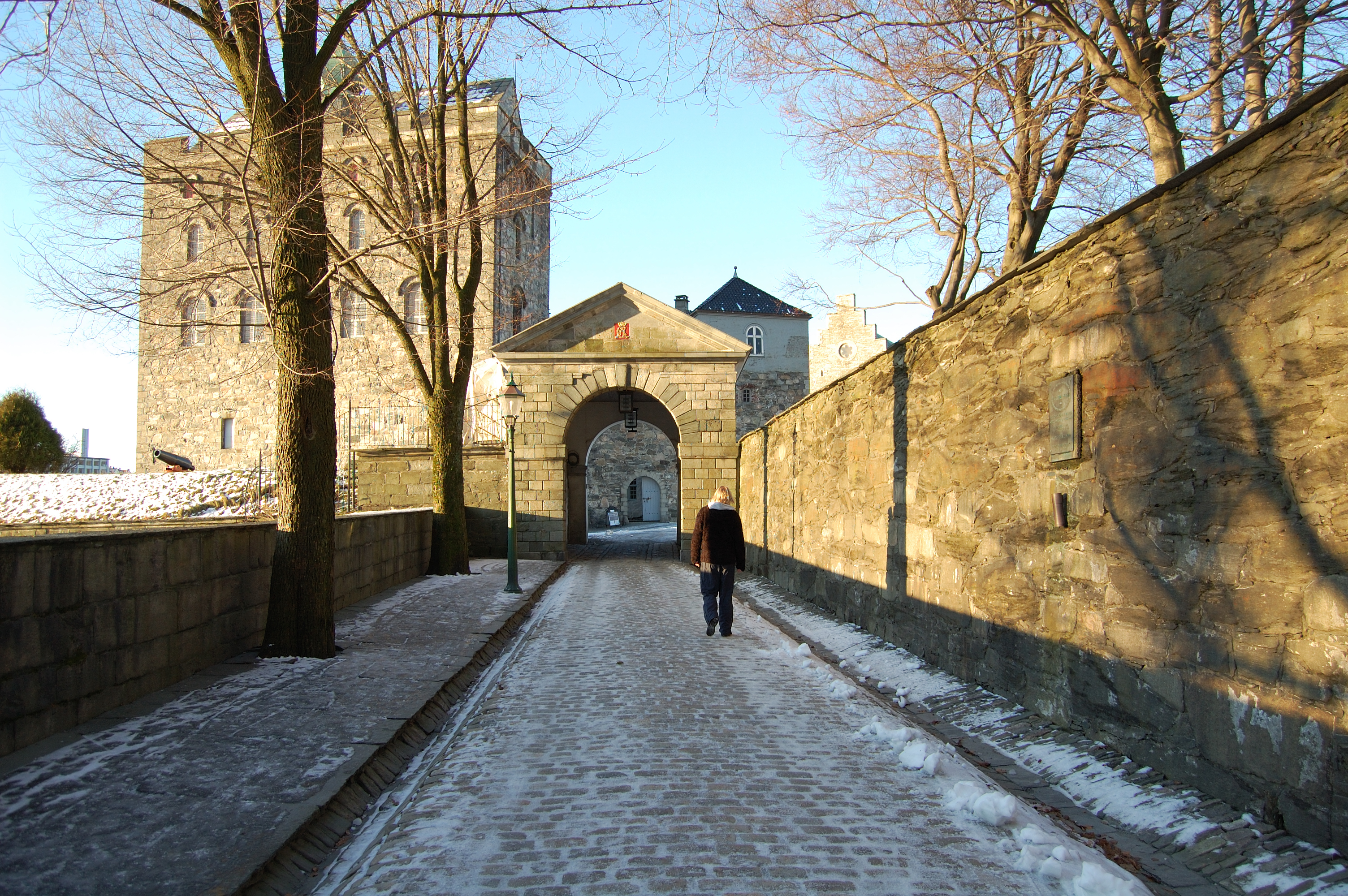
Bergenhus, januari 2009. Links Rosenkrantztårnet (de Rozenkrantztoren)

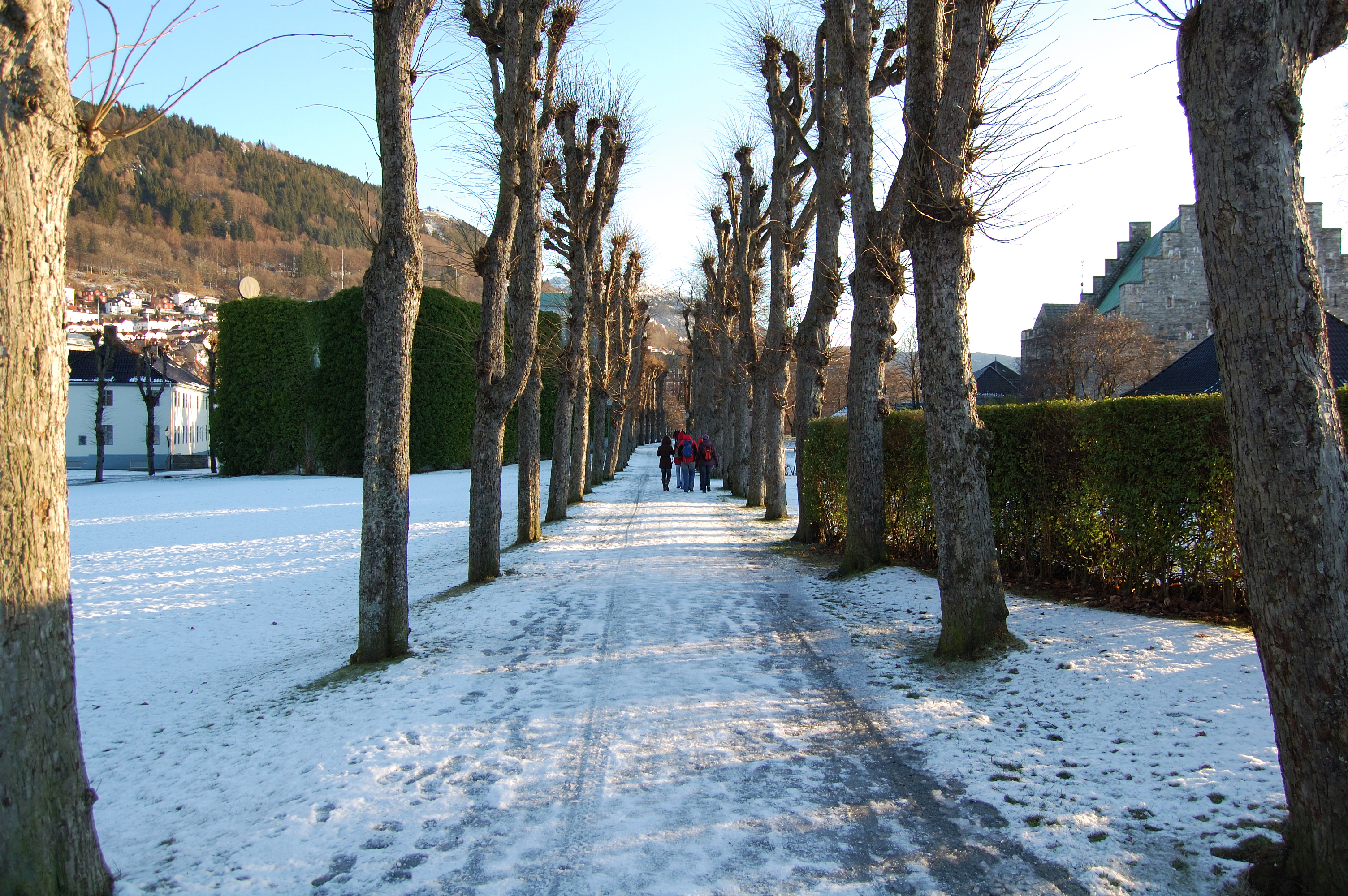
Bergenhus, januari 2009. Rechts Håkonshallen, een 13e-eeuws koninklijk paleis

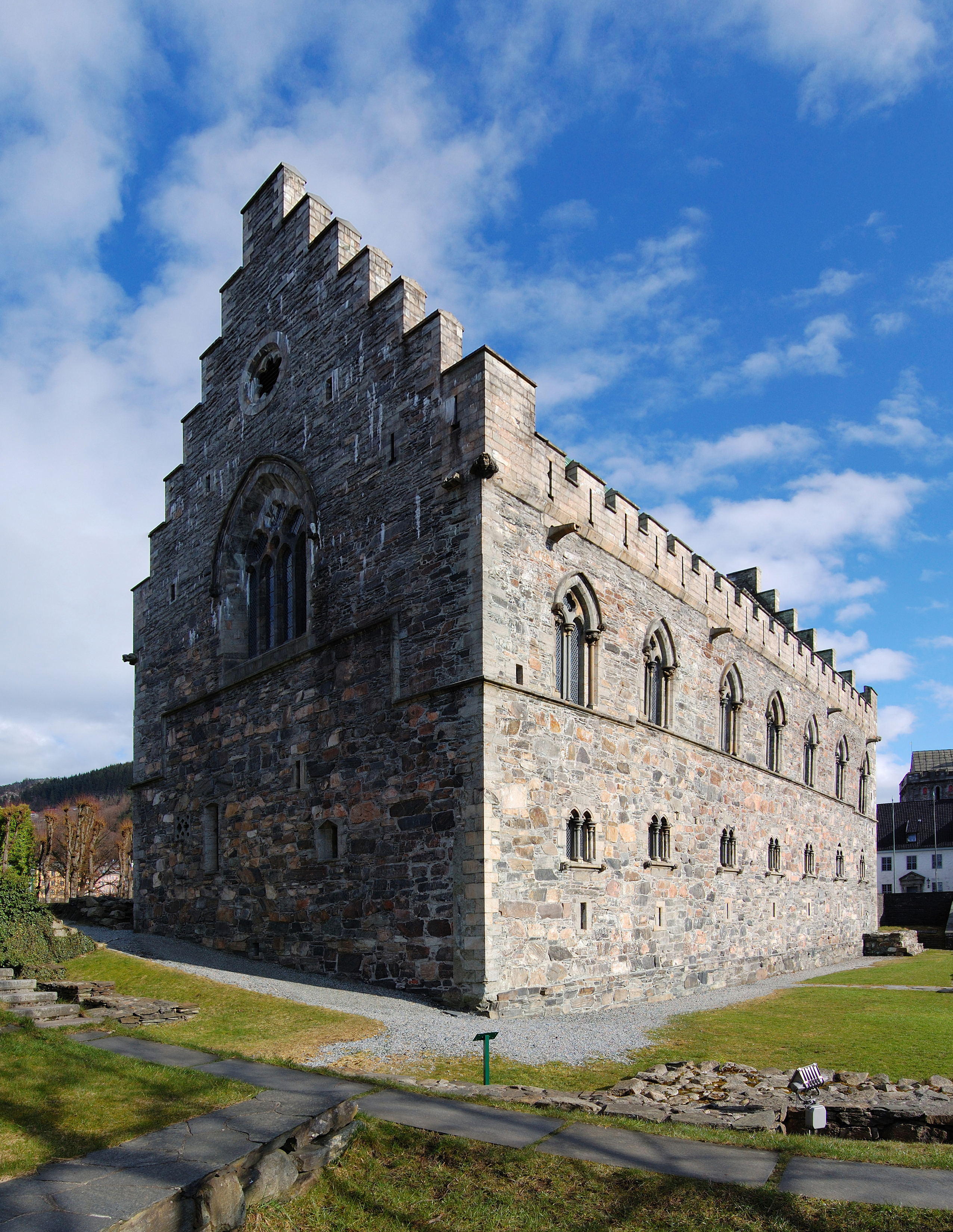
Håkonshallen, een 13e-eeuwse feestzaal

Bergenhus is een vesting in Bergen, de tweede stad van Noorwegen. In de vroege middeleeuwen was dit het koninklijke hof van Noorwegen en daarmee het politieke centrum van het land. Bergenhus heeft sinds 2006 status als rijksmonument. Het stadsdeel Bergenhus is vernoemd naar de vesting.
De vesting werd aangelegd in de 13e eeuw, hoewel de eerste gebouwen van het complex al in de 11e eeuw neergezet werden. Bergen was tot 1299 hoofdstad van Noorwegen, en in die periode was Bergenhus het hof van de Noorse koningen. Ook was het de zetel van de middeleeuwse bisschoppen van Bergen.
Bergenhus omvat onder andere:
- Kristkirken, de overblijfselen van de eerste kathedraal in Bergen, gebouwd in opdracht van koning Olav Kyrre in de periode 1066-1093. Hier werden een aantal Noorse koningen begraven. Ook de schrijn van de heilige Sunniva stond in deze kerk. Bergenhus omvatte ook drie andere kerken.
- Håkonshallen, een hal gebouwd tijdens de regeerperiode van Håkon Håkonsson (1217-1263). Zijn zoon Magnus Lagabøte trouwde hier met de Deense prinses Ingeborg Eriksdotter. Håkonshallen is het grootste niet-religieuze middeleeuwse bouwwerk van Noorwegen.
- Rosenkrantztårnet, een 16e-eeuwse vestingtoren die ook enkele middeleeuwse bouwwerken omvat, waaronder het kasteel van Magnus VI uit de jaren 1270. In de jaren 1740 werd de toren in gebruik genomen als kruitmagazijn, een functie die het behield tot de jaren 1930.
- Sverresborg, een 17e-eeuwse vesting gebouwd op de fundamenten van een kasteel aangelegd rond 1185 in opdracht van koning Sverre Sigurdsson.

Bergenhus ligt op een strategische plek aan de ingang van Vågen, de baai waar Bergen aan ligt. Het gebied waar de vesting zich bevindt werd oorspronkelijk Holmen genoemd. Begin 12e eeuw verplaatste koning Øystein I de koningszetel naar Bergen. Aan het einde van het tijdperk van Noorse burgeroorlogen, tijdens de regeerperiode van koning Haakon IV, werd een stenen muur gebouwd.
In de late middeleeuwen verloor Bergenhus haar functie als vesting, maar in 1514 werd het weer militair gebied. De vesting werd hersteld en uitgebreid met onder meer grachten en een valbrug. Uit deze tijd stamt de naam Bergenhus. In de Slag in de Baai van Bergen, een zeeslag tussen een Nederlandse handelsvloot en een Engels flottielje op 12 augustus 1665, ten tijde van de Tweede Engels-Nederlandse Oorlog, vochten de Noorse garnizoenstroepen in Bergenhus aan Nederlandse kant.
Tijdens de Tweede Wereldoorlog gebruikten de Duitse bezettingstroepen Bergenhus als hun plaatselijke militair hoofdkwartier. Russische krijgsgevangenen kregen de opdracht om een betonnen bunker op het vestingterrein te bouwen. Bergenhus raakte beschadigd toen de Voorbode, een Nederlands schip met dynamiet en ammunitie aan boord, op 20 april 1944 in de baai Vågen opblies. Vooral Håkonshallen en Rosenkrantztårnet raakten zwaar beschadigd en werden in de jaren 1960 gerestaureerd.
Van 1945 tot 1995 was Bergenhus het hoofdkwartier van het Noorse militaire district in West-Noorwegen. In 1996 werd de vesting de kazerne van een regiment van het Noorse leger, het Bergenhus Festning Regiment. Sinds de opheffing van dit regiment in 2002 wordt de vesting gebruikt voor administratieve doeleinden door verschillende onderdelen van de Noorse strijdkrachten, waaronder de marine. In totaal zijn zo'n 150 militairen werkzaam op Bergenhus. Ook is hier een dependance van het Forsvarsmuseet (defensiemuseum) gevestigd. De vesting heeft zeven kanonnen die voor saluten gebruikt worden. In 1983 werd een standbeeld van koning Haakon VII op het vestingterrein geplaatst.
Vandaag de dag wordt het vestingterrein regelmatig gebruikt voor concerten en andere evenementen. Koengen, het gebied tussen Bergenhus en de vesting Sverresborg, wordt gebruikt voor grote pop- en rockconcerten. Hier hebben onder meer de Rolling Stones, Metallica en Elton John opgetreden.
Bergenhus dient ook als exercitieplaats van Dræggens Buekorps, het oudste van de buekorps ("boogschutterskorps"), een uniek Bergense traditie waarbij kinderen met nepwapens door de straten marcheren.
|  |  |  |